# Günter Eich
Günter Eich (Lebus, 1º febbraio 1907 – Salisburgo, 20 dicembre 1972) è stato un poeta e drammaturgo tedesco.
È nato a Lebus, sul fiume Oder, e ha studiato a Lipsia, Berlino, e Parigi. 
Dopo essere stato fatto prigioniero di guerra, è stato uno dei fondatori, nel 1947, del Gruppo 47 ed è stato insignito nel 1950 del relativo premio per giovani scrittori riferito alla raccolta poetica Abgelegene Gehöfte, all'epoca ancora inedita.
Ha pubblicato nella sua vita prose, poesie e radiodrammi, raccolti nel 1991 in un volume unico.
Nel 1953 ha sposato la scrittrice austriaca Ilse Aichinger, con la quale visse in Germania, anche se la sua morte è avvenuta a Salisburgo.

## Opere

### Libri
- Rebellion in der Goldstadt – 1940 (Neuausgabe 1997 ISBN 3-518-11766-1 mit Tonkassette)
- Züge im Nebel – 1947 (Gilt als Eichs populärstes Prosastück; wurde gegen den Willen des Autors häufig in Schulbüchern abgedruckt)
- Abgelegene Gehöfte – 1948 (Poesie)
- Untergrundbahn – 1949 (Poesie)
- Botschaften des Regens – 1955 (Poesie) ISBN 3-518-10048-3
- Stimmen – 1958 (7 Hörspiele)
- Zu den Akten – 1964 (Poesie)
- Anlässe und Steingärten – 1966 (Poesie)
- Maulwürfe – 1968 (Prosa)
- Ein Tibeter in meinem Büro – 1970 (Prosa)
- Nach Seumes Papieren – 1972 (Poesie)
- Gesammelte Werke in vier Bänden, Frankfurt/Main (Suhrkamp) 1991:

Band I: Die Gedichte. Die Maulwürfe. Hrsg. von Axel Vieregg. ISBN 3-518-40209-9
Band II: Die Hörspiele 1 Hrsg. von Karl Karst. ISBN 3-518-40210-2
Band III: Die Hörspiele 2 Hrsg. von Karl Karst. ISBN 3-518-40211-0
Band IV: Vermischte Schriften Hrsg. von Axel Vieregg. ISBN 3-518-40212-9
- Sämtliche Gedichte, Frankfurt/Main (Suhrkamp) 2006, Hrsg. von Jörg Drews. ISBN 978-3-518-41859-8

### Radiodrammi
- Leben und Sterben des großen Sängers Enrico Caruso (zusammen mit Martin Raschke) – Ursendung am 9. April 1931, Funk-Stunde Berlin. Nach Eichs eigener Angabe sein erstes Hörspiel.
- Ein Traum am Edsin-gol (1932) – Ursendung am 14. September 1950, SDR. Neuproduktionen: NDR 1962, ORF-Oberösterreich 1972. ISBN 978-3-932929-34-2
- Die Glücksritter. Nach der gleichnamigen Novelle von Joseph von Eichendorff (vor Jan. 1933) – Ursendung am 25. Mai 1933, Deutschlandsender. Neuproduktionen: München 1935, Hamburg 1935
- Schritte zu Andreas. Ein funkischer Versuch (1935) – Ursendung am 5. Februar 1935, Reichssender Berlin
- Das kalte Herz. Märchenoper für den Funk nach Wilhelm Hauffs Wirtshaus im Spessart – Ursendung am 24. März 1935, Deutschlandsender. Neuproduktion: BR/RB/SFB/SDR/SR/WDR 1973
- Weizenkantate (1935) – Ursendung am 11. Mai 1936, Deutschlandsender
- Fährten in der Prärie. Ein Spiel aus der untergehenden Welt Old Shatterhands und Winnetous. (1936/1959) – Ursendung am 11. Juli 1936, Reichssender Berlin. Neuproduktion: NDR 1959
- Radium. Nach Motiven des Romans von Rudolf Brunngruber (1937/1951) – Ursendung am 22. September 1937, Reichssender Berlin. Neuproduktionen: NWDR-Hamburg 1951, HR 1952, ORF/NDR/SWF 1981
- Rebellion in der Goldstadt (1940) – Ursendung am 8. Mai 1940, Deutschlandsender, Reichs-Rundfunk-Gesellschaft
- Der 29. Februar. Kinderhörspiel für einen Schalttag. Ursendung vermutlich im Schaltjahr 1948. Neuproduktionen: SWF 1984, BR 1984 (ISBN 978-3-89835-512-4), RIAS Berlin 1985.
- Die Glücksschuhe. Nach Motiven eines Märchens von Hans Christian Andersen – Ursendung am 1. Januar 1949, BR. Neuproduktionen: BR 1974, SDR 1974, BR 1987 ISBN 978-3-89835-512-4
- Die gekaufte Prüfung (1950) – Ursendung am 20. Dezember 1950, NWDR. Neuproduktionen: ORF-Kärnten 1951, SWF 1952. Eichs erstes Originalhörspiel der Nachkriegszeit. Der Schluss sollte nach Eichs Vorstellung ohne Schlussszene, gänzlich ohne Lösung des Konflikts, geboten werden. Die NWDR-Dramaturgie wollte aber den Hörern zur Erleichterung ihrer Entscheidung drei Modelle einer Schlussszene vorspielen. Es kamen damals etwa 5000 Zuschriften der Zuhörer.
- Das Diamantenhalsband. Nach der Erzählung La Parure von Guy de Maupassant (1950) – Ursendung am 6. August 1950, SDR (Im Auftrag des SDR.)
- Geh nicht nach El Kuwehd oder Der zweifache Tod des Kaufmanns Mohallab (1950) – Ursendung am 21. Juli 1950, BR. Neuproduktionen: HR 1950, SWF 1954, SDR 1956, RIAS 1956, NDR 1957, BR 1959, SRG-Zürich 1961, ORF-Wien 1961, HR/NDR/WDR 1978
- Weizen. Nach dem Roman Die goldene Fracht von Frank Norris (1950) – Ursendung am 13. März 1951, HR (Im Auftrag des HR.)
- Träume (1950) – Ursendung am 19. April 1951, NWDR. Neuproduktionen: HR 1951, SWF 1955, ORF-Steiermark 1964, BR 1964, Rundfunk der DDR 1981, NDR 2006 (Ursendung am 31. Januar 2007). Die Sendung rief 1951 heftige Reaktionen bei Hörern und Presse hervor. 1954 entsteht der sechste Traum, er ersetzt den zweiten Traum der Urfassung. ISBN 978-3-86717-033-8
- Sabeth (Sabeth oder Die Gäste im schwarzen Rock) (1951) – Ursendung am 14. Juni 1951, SDR. Neuproduktionen: HR 1951, SWF 1954, NWDR 1954, SRG-Bern 1954, ORF/Reinhardt Seminar 1962, SDR 1983, DRS 1988
- Reparaturwerkstatt Muck (1951) – Ursendung am 19. Juni 1951, SWF/RB
- Fis mit Obertönen. Ein groteskes Spiel (1951) – Ursendung am 1. Juli 1951, SDR. Neuproduktion: ORF-Wien 1953
- Unterm Birnbaum. Nach Theodor Fontane (1951) – Ursendung am 3. September 1951, HR. Neuproduktionen: NDR 1956, BR/NDR 1962, ORF-Tirol 1967
- Verweile Wanderer (1951) – Ursendung am 18. November 1951. Neuproduktionen: SWF 1954, ORF-Tirol 1965
- Die Andere und ich (1951/1958) – Ursendung am 3. Februar 1952, SDR (Regie: Claire Schimmel), NWDR 6. Februar 1952 (Regie: Gustav Burmester). Neuproduktionen: RWR (Rot-Weiß-Rot) Studio Wien 1953, HR 1962, SRG-Zürich 1969, MDR 1993. Ausgezeichnet mit dem Hörspielpreis der Kriegsblinden für das beste Hörspiel des Jahres 1952.
- Blick auf Venedig (1952 / Neufassung des Hörspiels 1960) – Ursendung am 27. Mai 1952, SWF (gekürzte Fassung), NWDR 22. Juli 1952 (ursprüngliche Langfassung). Neuproduktionen: SDR 1955, ORF-Steiermark 1954, SRG-Bern 1956, NDR/BR 1960 (Erstsendung der Neufassung am 27. April 1960)
- Der Tiger Jussuf (1952 / Neufassung des Hörspiels 1959) – Ursendung am 15 August 1952, NWDR. Parallelproduktion: SDR 12. Oktober 1952. Neuproduktionen: HR 1953, ORF-Wien 1954, BR 1962 (Erstsendung der Neufassung am 20. März 1962), ORF 1967, SDR 1985. ISBN 978-3-932929-02-1
- Die Gäste des Herrn Birowski (1952) / Neufassung der Hörspiels unter dem Titel Meine sieben jungen Freunde (1960) – Ursendung am 28. Oktober 1952, NWDR. Ursendung der Neufassung am 9. November 1960 NDR/BR. Neuproduktion: ORF-Tirol 1961
- Die Mädchen aus Viterbo (1952 / Neufassung des Hörspiels 1958) – Ursendung am 10. März 1953, SWF/BR/RB. Neuproduktionen: NWDR 1953, RWR (Rot-Weiß-Rot) Studio Salzburg 1954, HR/SDR 1959 (Erstsendung der Neufassung am 8. Juni 1959). Ausgezeichnet mit dem 1959 zum letzten Mal vergebenen Schleußner-Schiller-Preis des HR.
- Das Jahr Lazertis (1953/1958) – Ursendung am 25. Januar 1954, NWDR. Neuproduktionen: SWF 1954, ORF-Wien 1959, SRG-Zürich 1969, SWF 1971 (SWF-Produktion von 1954, hinterlegt mit Musik von Ennio Morricone)
- Beatrice und Juana (1954) – Ursendung am 4. Mai 1954, SWF/BR/RB. Neuproduktion: SRG-Zürich 1965. Fernsehfassung des SWF (ohne Mitwirkung von Eich) 3. Januar 1963. ISBN 978-3-932929-33-5
- Zinngeschrei (1955) – Ursendung am 25. Dezember 1955, NWDR (Regie: Gustav Burmester). Parallelproduktion: 4. Januar 1956, SDR (Regie: Otto Kurth). Neuproduktionen: SRG-Zürich 1970, WDR 1992. Fernsehbearbeitung durch Ludwig Cremer und Peter Göbbels, ZDF 23. Dezember 1974
- Der letzte Tag / Der letzte Tag von Lissabon. Entstanden in Zusammenarbeit mit Ilse Aichinger. (1955) – Ursendung am 31. Januar 1956, BR/SWF/RB (ungekürzte Urfassung). Neuproduktionen: SDR 1961 (gekürzte Fassung, ohne Eichs Einverständnis), NDR 1977 (ebenfalls gekürzte Fassung)
- Das lachende Mädchen. Nach Pu Sung-Lin (1956) – Ursendung am 15. Juli 1956, NDR (im Rahmen der 10-teiligen Sendereihe Phantastische Erzählungen). Neuproduktion: WDR/HR 1974
- Die Stunde des Huflattichs (1956 / Neufassung des Hörspiels 1959/60) – Ursendung am 11. November 1958, BR/NDR. Neuproduktionen: NDR 1964, ORF-Tirol 1968, NDR 1980 (Ursendung der Urfassung von 1956 am 5. April 1980) Insgesamt acht Fassungen im Nachlass.
- Die Brandung vor Setúbal (1957) – Ursendung am 2. Mai 1957, NDR/BR/HR. Neuproduktionen: ORF-Tirol 1958, SRG-Zürich 1960
- Allah hat hundert Namen (1957) – Ursendung am 18. Juni 1957, SWF/BR/RB. Neuproduktionen: ORF-Salzburg 1958, SRG-Zürich 1979
- Omar und Omar, auch unter dem Titel: Der Ring des Kalifen (1957) – Ursendung am 25. August 1957, NDR. Neuproduktionen: ORF-Steiermark 1959, SDR 1962
- Philidors Verteidigung (1958) – Ursendung: 12. Dezember 1973, WDR. Neuproduktionen: WDR 1977, SRG-Zürich 1977. Angenommen vom NDR, doch von Eich zurückgezogen und auch bei einer späteren Anfrage des SWF nicht mehr zur Produktion freigegeben.
- Festianus Märtyrer (1958) – Ursendung am 16. Oktober 1958, NDR/BR
- Unter Wasser. Marionettenspiel (1959) – Ursendung am 9. März 1978, SWF (Das Stück war als Marionettenspiel konzipiert. Otto Düben stellte gemeinsam mit Ilse Aichinger eine Fassung für Kunstkopf-Stereophonie her.)
- Der konfuse Zauberer. Nach Johann Nestroys Der konfuse Zauberer oder Treue und Flatterhaftigkeit (1962) – Ursendung am 24. Juni 1962, BR/NDR
- Man bittet zu läuten (1964) – Ursendung am 15. November 1964, NDR/BR. Neuproduktion: NDR 1974
- Zeit und Kartoffeln (1972) – Ursendung am 5. Oktober 1972, SWF/HR/NDR. Neuproduktion: SWR 2006, Ursendung 2. Februar 2007
- Gespräch der Schweine / John und Mildred und andere Szenen aus dem Nachlaß – Ursendung am 19. Dezember 1992, NDR